# Clemens Maria Franz von Bönninghausen
Clemens Maria Franz Freiherr (barón) von Bönninghausen (o Bönninghäusen) (12 de marzo de 1785–26 de enero de 1864) fue un abogado, médico, agrónomo y botánico nederlandés , que practicó e investigó sobre homeopatía. 
Nace en una granja de Herinckhave, cerca de Fleringen en la provincia de Overijssel, Países Bajos, en una antigua y noble familia westfaliana, concurriendo al colegio en Münster, Alemania antes de graduarse en Leyes en la Universidad de Groningen en 1806. Trabajó en varias labores legales en el "Servicio Civil Holandés, bajo Louis Napoleón, Napoleón III rey de Holanda, hasta su forzada abdicación en 1810.
Bönninghausen dejará el "Servicio Civil", retornando a la propiedad familiar en Prusia. Y se dedica intensamente a estudia Agricultura y Botánica, publicando mucho, y sería por oposición Director de los jardín botánico de Münster, de 1826 a 1845.
En 1827, contrae tuberculosis, y luego se agravará con otra enfermedad pulmonar intratable. Con la certeza de estar cerca de la muerte, comienza a escribir, a cuanto amigo puede, extensas cartas. Allí uno de sus temas es la Homeopatía. Además se autoanaliza con sus síntomas específicos, y halla que el remedio para su afección era Pulsatilla. Se cura, y así se convierte en un converso de la nueva terapia. Se hace un admirado asociado y confidente del Dr. Samuel Hahnemann, quien se sorprende y admira de las habilidades de Bönninghausen en sistematizar y expandir el conocimiento homeopático en materia médica. 
En 1846 se publica su Therapeutische Taschenbuch (Libro de Bolsillo Terapéutico) siendo el primer repertorio homeopático para graduar individualmente los remedios (125 en número) de acuerdo a su potencia en relación con cada síntoma, y mantiene su uso hoy día. Propone que los síntomas disparados se asocian con un remedio y se agrupan en simples productos jerárquicos, marcando la importancia de las generalizaciones y modalidades en el sistema de análisis de casos. De acuerdo a Winston (2001), el método nunca fue exhautivamente explicado por escrito por Boenninghausen, y fue mal interpretado más tarde por homeópatas como J.T. Kent, aunque recientes traducciones y revisiones han reavivado el interés en las hipótesis de Boenninghausen. Realizó pruebas de altas potencias, conduciendo experimentos exitosos prospectivos de 200C en animales domésticos y ganado, razonando que la homeopatía veterinaria era buena en contraste con el efecto de placebos.[cita requerida]
Haciendo prácticas homeopáticas en pequeña escala, sin titulación médica, Boenninghausen recibirá una licencia especial de médico para practicar con el rey Federico Guillermo IV de Prusia, en 1843. Y fue creciendo su clientela, viendo a algunos notables pacientes, uno de los primeros fue el poeta Annette von Droste-Hülshoff. 

## Honores
Un memorial se instala en el "Jardín Botánico de la Universidad de Münster" en 2005, conmemorando el cuarto centenario del natalicio de Hahnemann. 